# Jackie Milburn
John Edward Thompson ("Jackie") Milburn (Ashington, 11 mei 1924 – Ashington, 9 oktober 1988) (bijnaam "Wor Jackie") was een Engelse voetbalspeler die na de Tweede Wereldoorlog lange tijd als aanvaller speelde bij Newcastle United FC. 

## Biografie
Milburn werd geboren in het stadje Ashington ten noorden van Newcastle upon Tyne. Hij was een neef van de moeder van Bobby en Jack Charlton. Toen de Tweede Wereldoorlog uitbrak werkte hij in een steenkoolmijn en daarom moest hij niet onder de wapens. Nog voor het einde van de oorlog kreeg hij een contract van Newcastle United na een succesvolle testwedstrijd in 1943, waarin hij zes goals maakte.
Milburn speelde voor Newcastle vanaf het naoorlogse begin van de competitie tot 1957; daarna speelde hij nog vier seizoenen als speler-coach bij Linfield FC. Hij was een centrumspits die met Newcastle United driemaal de FA Cup won (in 1951, 1952 en 1955). In de Cupfinal van 1951 scoorde hij beide goals in de 2-0 zege van zijn team tegen het Blackpool FC van Stanley Matthews. In de finale van 1955 scoorde hij al na 45 seconden, wat het vroegste doelpunt was van alle FA Cup-finales tot dan toe.
Hij scoorde voor Newcastle United 178 doelpunten in 353 competitiewedstrijden. Hij speelde ook dertienmaal in de Engelse nationale ploeg en maakte daarvoor tien doelpunten. Milburn maakte deel uit van de Engelse selectie voor het wereldkampioenschap voetbal 1950 in Brazilië. Hij werd daarin eenmaal opgesteld, bij de 1-0 nederlaag van Engeland tegen Spanje op 2 juli 1950.
Na zijn actieve carrière was hij nog kortstondig manager, onder meer van Ipswich Town (1963-1964). Daarna werd hij journalist voor News of the World, waarvoor hij het voetbal in Noord-Engeland versloeg. Hij overleed op 64-jarige leeftijd aan longkanker. De Milburn Stand, een tribune in St. James' Park, het stadion van Newcastle United, is naar hem genoemd en er staan standbeelden van hem in Newcastle en in zijn geboorteplaats Ashington.